# Proclossiana marga
Proclossiana marga är en fjärilsart som beskrevs av Schmidt 1912. Proclossiana marga ingår i släktet Proclossiana och familjen praktfjärilar. Inga underarter finns listade i Catalogue of Life.